# Ctenucha mennisata
Ctenucha mennisata là một loài bướm đêm thuộc phân họ Arctiinae, họ Erebidae.